# Campeonato Mundial de Tiro con Arco al Aire Libre de 1952
El XV Campeonato Mundial de Tiro con Arco al Aire Libre se celebró en Bruselas (Bélgica) entre el 23 y el 26 de julio de 1952 bajo la organización de la Federación Internacional de Tiro con Arco (FITA) y la Federación Belga de Tiro con Arco.

## Medallistas

### Masculino
| Evento                  | Oro                                                         | Plata                                                 | Bronce                                              |
| ----------------------- | ----------------------------------------------------------- | ----------------------------------------------------- | --------------------------------------------------- |
| Arco recurvo individual | Stellan Andersson · Suecia                                  | Bror Lundgren · Suecia                                | Einar Tang-Holbæk Dinamarca                         |
| Arco recurvo por equipo | Stellan Andersson · Bror Lundgren · Håkan Norström · Suecia | Einar Tang-Holbæk Emil Nielsen Arne Vangbæk Dinamarca | Bickerstaff George Arthur B. McNaughton Reino Unido |

### Femenino
| Evento                  | Oro                                                      | Plata                                            | Bronce                                                         |
| ----------------------- | -------------------------------------------------------- | ------------------------------------------------ | -------------------------------------------------------------- |
| Arco recurvo individual | Jean Lee Estados Unidos                                  | Jean Richards Estados Unidos                     | Dorothy Hinton Reino Unido                                     |
| Arco recurvo por equipo | Jean Lee Jean Richards Christine Richards Estados Unidos | Dorothy Hinton J. Mitchell T. Morgan Reino Unido | Ellen Johansson · Lilian Arfwedson · Ragnhild Windahl · Suecia |

## Medallero
| Núm. | País           | Oro | Plata | Bronce | Total |
| ---- | -------------- | --- | ----- | ------ | ----- |
| 1    | Suecia         | 2   | 1     | 1      | 4     |
| 2    | Estados Unidos | 2   | 1     | 0      | 3     |
| 3    | Reino Unido    | 0   | 1     | 2      | 3     |
| 4    | Dinamarca      | 0   | 1     | 1      | 2     |
|      | TOTAL          | 4   | 4     | 4      | 12    |